# Радомишль (село)
Радоми́шль — село в Україні, у Луцькому районі Волинської області. Входить до складу Боратинської сільської громади. Населення становить 805 осіб. Відстань до обласного центру становить 17 км. Село відоме з XVI ст.

## Населення
Згідно з переписом УРСР 1989 року чисельність наявного населення села становила 822 особи, з яких 355 чоловіків та 467 жінок.
За переписом населення України 2001 року в селі мешкало 800 осіб.

### Мова
Розподіл населення за рідною мовою за даними перепису 2001 року:
| Мова       | Відсоток |
| ---------- | -------- |
| українська | 99,01 %  |
| російська  | 0,87 %   |
| молдовська | 0,12 %   |

## Пам'ятки археології
На території села відомі такі пам'ятки археології:
- В північно-західній частині села, на захід від шосейної дороги сполученням Луцьк–Боремель, в урочищі Рокинщина, на схилі лівого берега р. Забави (лівосторонній доплив Стиру) висотою 5–6 м над рівнем заплави   двошарове поселення тшинецько-комарівської культури і періоду XII—XIII ст. площею до 2 га. Територія пам'ятки зайнята людськими городами і обмежується на заході садибою В. Михалюти. Тут зібрані уламки ліпної кераміки, крем'яні відщепи доби бронзи, а також фрагменти гончарних горщиків давньоруського часу.
- На південно-західній околиці села, в урочищі Вапнярка, на схилі правого берега р. Забави висотою 12–14 м над рівнем заплави, на схід і на захід від садиби А. Ткачука   поселення періоду XII—XIII ст. площею близько 1 га.
- В південно-західній села, на захід від шосейної дороги, на мисоподібному виступі правого берега р. Забави висотою 12–14 м над рівнем заплави   поселення періоду XII—XIII ст. площею близько 1 га. Уламки вінець і бочків гончарних горщиків підібрані з території присадибних ділянок.
- На північно-західній околиці села, на південь і південний схід від водонапірної башти, за 100 м на південь від тваринницької ферми, на схилі лівого берега р. Забави висотою 12–14 м над рівнем заплави   двошарове поселення тшинецько-комарівської культури і періоду XII—XIII ст. площею близько 2 га. Речові матеріали зібрані вздовж лінії електропередач. У їх складі   уламки ліпної кераміки доби бронзи, а також гончарних горщиків давньоруського часу.
- На західній околиці села, на території двох окремих садиб (у даний час   дачі жителів м. Луцька), на лагідному схилі лівого берега р. Забави висотою 4–5 м над рівнем заплави   поселення періоду XII—XIV ст. площею близько 1 га. З його території підібрані уламки вінець і фрагменти стінок гончарних горщиків.
- В північно-західній частині села, на схід від шосейної дороги сполученнями Луцьк–Боремель, на схилі лівого берега р. Забави висотою 6–8 м над рівнем заплави   поселення періоду XII—XV ст. площею близько 1 га.
- В північній частині села, на захід від млина, за 0,2 км на південний захід від церкви, на південь від ґрунтової дороги, на схилі лівого берега р. Забави висотою 6 м над рівнем заплави   поселення періоду XII—XIV ст. площею близько 1 га.
- В південній частині села, на схід від шосейної дороги сполученнями Луцьк–Боремель, на північ від тракторної бригади, на схилі правого берега р. Забави висотою до 10 м над рівнем заплави   поселення періоду XII—XIV ст. площею близько 1 га. Уламки вінець і бочків гончарних горщиків підібрані з території людських городів.
- В південно-східній частині села, на захід від кам'яного хреста, що стоїть біля ґрунтової дороги, котра йде через греблю ставу, за 0,15 км на південь від млина, на мисоподібному виступі правого берега р. Забави висотою 12–14 м над рівнем заплави   багатошарове поселення культури кулястих амфор, тшинецько-комарівської культур та періоду XII—XIII ст. площею близько 1 га.
- В північно-східній частині села, за 0,3 км на схід від церкви, за 0,4 км на південний схід від млина, на схилі лівого берега р. Забави висотою 6–8 м над рівнем заплави   поселення періоду XII—XIII ст. площею близько 1 га.
- В південно-східній частині села, за 0,8 км на південний схід від церкви, на схилі правого берега р. Забави висотою до 6 м над рівнем заплави   поселення періоду XII—XIII ст. площею близько 1 га.
- В північно-східній частині села, на захід від греблі, за 1 км на схід від церкви, на лагідному схилі лівого берега р. Забави висотою до 8 м над рівнем заплави   багатошарове поселення тшинецько-комарівської, вельбарської культур і періоду XI—XIV ст. площею до 2 га. Речові матеріали зібрані з території людських городів. У складі знахідок доби бронзи   уламки ліпної кераміки, односторонній ніж на поздовжньому відщепі. Матеріали перших століть нашої ери представлені уламком вінець ліпної миски, а серед знахідок раннього середньовіччя   уламки вінець і бочків гончарних горщиків.
- На північно-східній околиці села, на схід від греблі ставу, на мисоподібному виступі правого берега р. Забави висотою 12–14 м над рівнем заплави   двошарове поселення тшинецько-комарівської культури і періоду XII—XIV ст. площею близько 1 га.
- За 0,4 км на схід від села, на схилі правого берега р. Забави висотою до 6 м над рівнем заплави   поселення тшинецько-комарівської культури площею близько 2 га.
- За 1 км на схід від села, на схилі правого берега р. Забави висотою 8–10 м над рівнем заплави   багатошарове поселення доби пізнього палеоліту, тшинецько-комарівської культури і періоду XII—XIII ст. площею близько 2 га. Речові матеріали підібрані з території орного поля.
- За 1,5 км на схід від села, на мисоподібному виступі правого берега р. Забави висотою 8–10 м над рівнем заплави   поселення тшинецько-комарівської культури площею до 1 га.
- На північній околиці села, за 1,2 км на схід від шосейної дороги сполученням Луцьк–Боремель, за 0,5 км на південний схід від церкви, на схилі правого берега безіменного струмка, лівостороннього допливу р. Забави, висотою 6–8 м над рівнем заплави   поселення періоду XII—XIII ст. площею до 1 га.
- На північно-східній околиці села, при виїзді з нього у напрямку до с. Суховоля, на мисоподібному виступі правого берега струмка, у місці його впадіння у р. Забаву   двошарове поселення тшинецько-комарівської культури і періоду XII—XIII площею близько 1 га. З території присадибних ділянок зібрані уламки ліпної кераміки доби бронзи і фрагменти гончарних горщиків давньоруського часу.
- За 0,3 на північний схід від села, за 2 км на схід від шосейної дороги сполученням Луцьк–Боремель, за 1,2 км на північний схід від церкви, на схилі лівого берега безіменного струмка висотою 10–12 м над рівнем заплави   двошарове поселення тшинецько-комарівської культури і періоду XII—XIII ст. площею близько 2 га. Речові матеріали зібрані з території орного поля.
- За 1, 5 км на схід від села, на мисоподібному виступі правого берега р. Забави — поселення тшинецько-комарівської культури.

## Історія
12 червня 2020 року, відповідно до розпорядження Кабінету Міністрів України № 708-р «Про визначення адміністративних центрів та затвердження територій територіальних громад Волинської області», село увійшло у склад Боратинської сільської громади.
19 липня 2020 року, в результаті адміністративно-територіальної реформи та ліквідації  Луцького району(1940—2020), село увійшло до складу новоутвореного Луцького району.

## Відомі люди
- Марцинюк Валерій Костянтинович (1976—2015) — український військовик, солдат Збройних сил України, учасник російсько-української війни[6].
- Троцюк Григорій (псевдо: «Верховинець») — командир бригади «6-а бригада „Помста Крут“», «ім. Назара» (Західна ВО «Завихост»). Загинув 11 грудня 1951 у селі.